# L'Âme Immortelle
L'Âme Immortelle är en österrikisk elektronisk musikgrupp, bildad 1996. Året därpå släppte de sitt debutalbum, Lieder die wie Wunden bluten. L'Âme Immortelle har förknippats med mörka elektroniska stilar som darkwave, EBM och industrial, men lät sig inspireras av alternativ rock och Neue Deutsche Härte i tre skivor. På senare tid har duon återvänt till deras elektroniska rötter.
Karakteristiskt för bandets sound är sångarna Thomas Rainers och Sonja Kraushofers kontrasterande röster.

## Medlemmar

### Nuvarande medlemmar
- Thomas Rainer – sång, keyboard (1996–)
- Sonja Kraushofer – sång (1996–)

### Tidigare medlemmar
- Hannes Medwenitsch – keyboard (1996–2002)

### Livemusiker
- Ashley Dayour – gitarr
- Francis – basgitarr
- Martin Parzer – keyboard
- Markus Adamir – trummor
- Gregor Beyerle – keyboard (2013–)
- Chris Fox – trummor (2013–)

## Diskografi

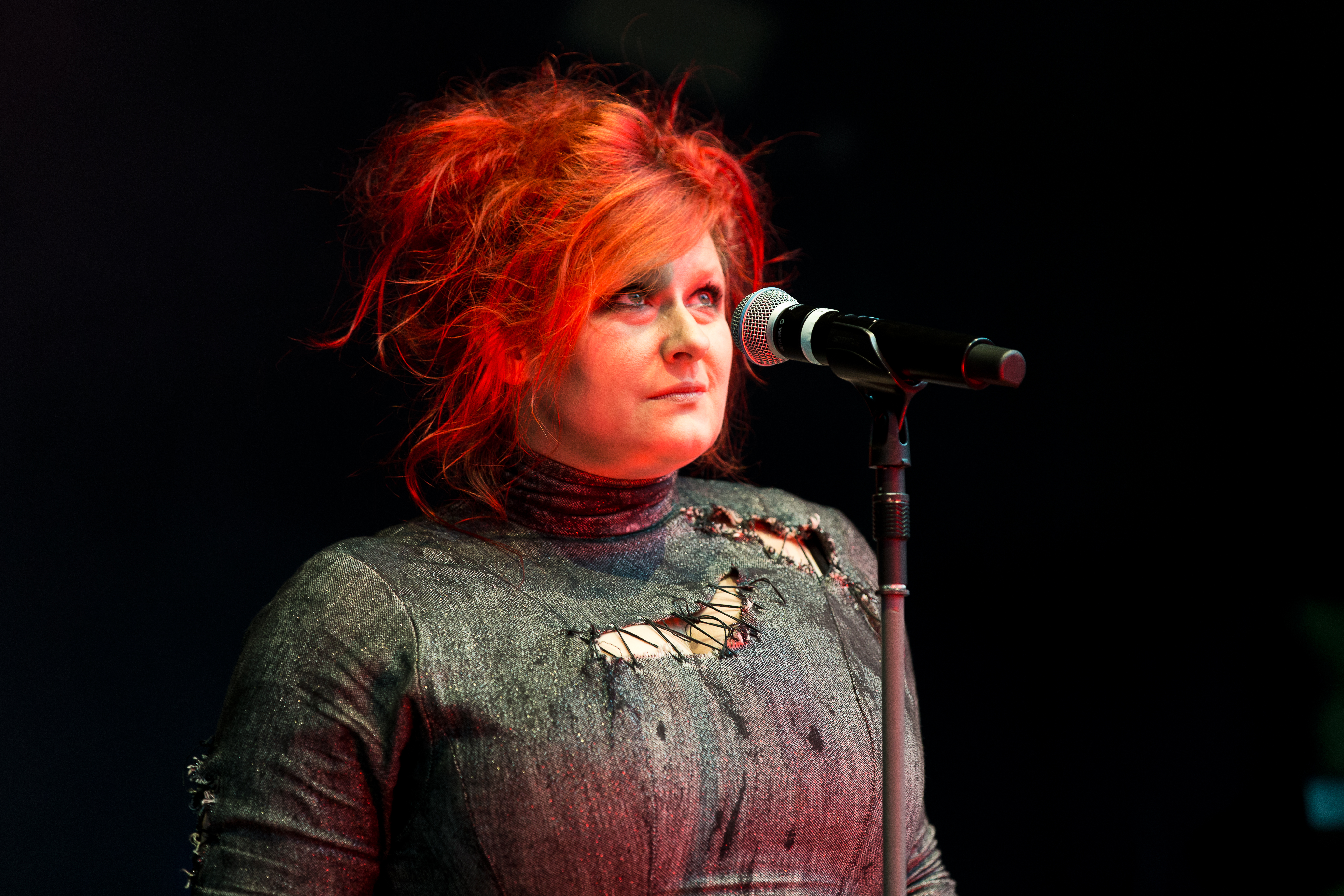
Sonja Kraushofer 2016.

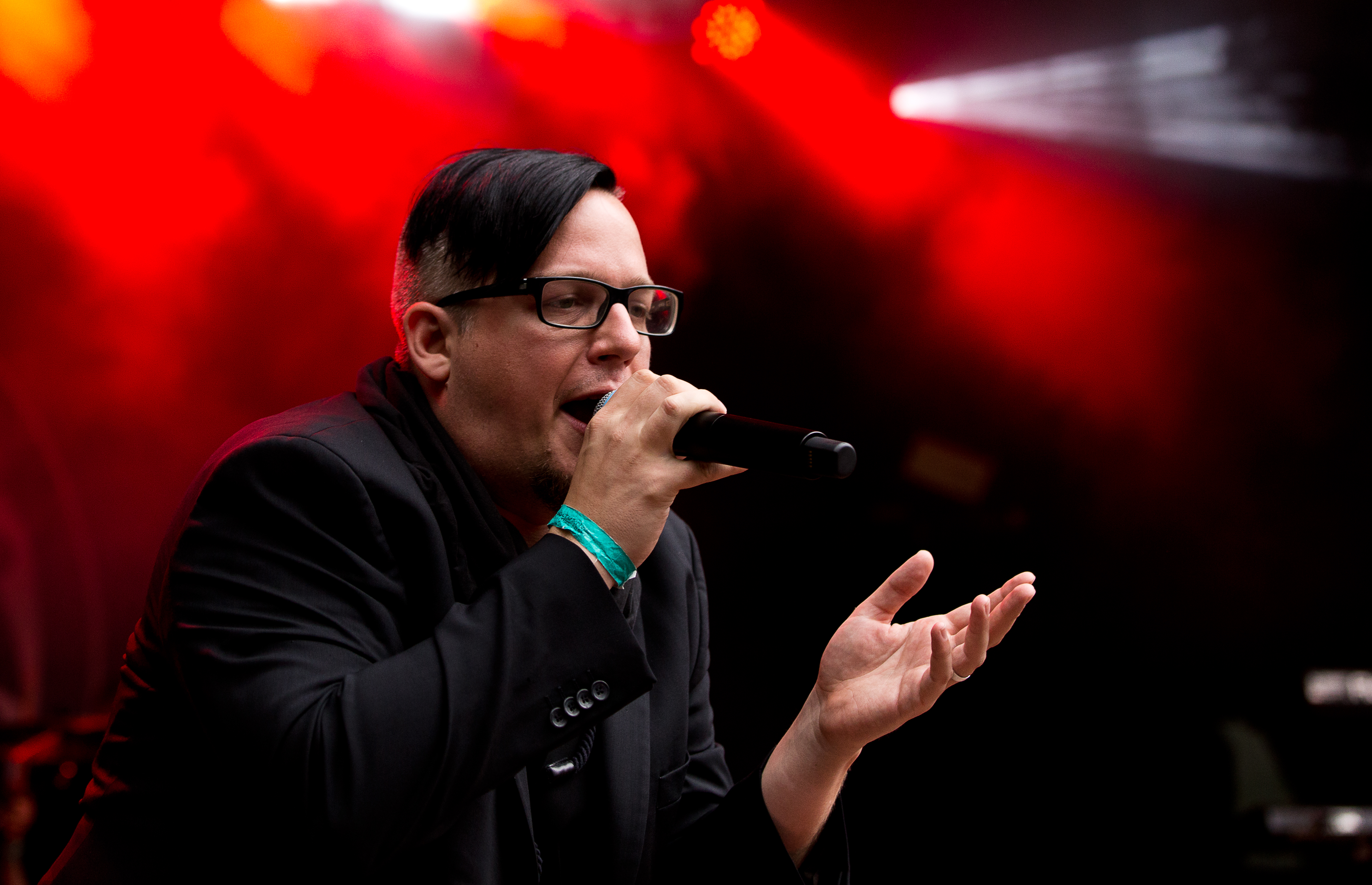
Thomas Rainer 2016.

### Studioalbum
- Lieder die wie Wunden bluten (1997)
- In einer Zukunft aus Tränen und Stahl (1998)
- Wenn der letzte Schatten fällt (1999)
- Dann habe ich umsonst gelebt (2001)
- Zwielicht (2002)
- Als die Liebe starb (2003)
- Gezeiten (2004)
- Auf deinen Schwingen (2006)
- Namenlos (2008)
- Durch fremde Hand (2008)
- Momente (2012)
- Fragmente (2012)
- Drahtseilakt (2014)
- Hinter dem Horizont (2018)
- Letztes Licht (2019)

### Samlingar
- 10 Jahre - Best Of (2007)
- Best of Indie Years (2008)
- Unsterblich - 20 Jahre L'Âme Immortelle (2016)

### Singlar
- "Epitaph" (2000)
- "Judgement" (2001)
- "Tiefster Winter" (2002)
- "5 Jahre" (2004)
- "Stumme Schreie" (2005)
- "Fallen Angel" (2006)
- "Dein Herz" (2006)
- "Phönix" (2006)
- "Nur Du" (2006)

### DVD
- Disharmony-Live! (2003)
- Jenseits der Schatten (2008)